# Виа Касия
Виа Касия (на латински: Via Cassia) е важен древноримски път, започващ от Виа Фламиния близо до Мулвийския мост в непосредствена близост до Рим и минава недалеч от град Вейи. Пътят пресича Етрурия и минава през градовете Сутриум, Вулсиний, Клусиум, Аретиум, Флорентия, Пистория и Лука. Свързва се с Виа Аурелия при град Луна.